# Јан ван Олденбарневелт
Јан ван Олденбарневелт (Амерсфорт, 14. септембар 1547 — Хаг, 13. мај 1619) је био велики адвокат Холандије од 1586. године до своје смрти.

## Биографија
Верски сукоби почетком 17. века потресају Унију. Сукобљавају се калвинисти, предвођени Гомаријусом, и присталице Арминијуса кога противници нападају због напуштања учења о предестинацији (1600). Спор постаје део и политичког живота у Холандији и Унији. Велики адвокат Холандије, Јан Олденбарневелт, стаје на страну Арминијуса и тражи да се прихвати учење о предестинацији, али калвинисти одбацују такав захтев и морају да напусте градове који нагињу ка арминијанству. Амстердам и штатхолдер Морис 1617. године устају против Олденбарневелта. Док велики адвокат Холандије одржава добре односе са француским двором, Морис пристаје уз хугеноте. Морису је одузета команда над војском у Холандији. Он постепено стиче предност и баца Олденбарневелта у затвор. Велики адвокат је 1619. године осуђен на смрт, а Гроцијус на доживотну робију. Морис успоставља неограничену власт.